# Língua cunza
O Cunza (Kunza), ou Likanantaí, Lipe, Ulipe, ou Atacameño, é uma extinta língua isolada falada no Deserto de Atacama do norte do Chile e do sul do Peru (especificamente em Peine, Socaire, Salar de Atacama e Salar de Atacama, Caspana pelo povo Atacama (Lickan-antay), que desde então mudaram para a língua castelhana.
O último falante do Kunza foi encontrado em 1949, embora alguns tenham sido supostamente encontrados nos anos 50.
Kaufman (1990) considerou plausível uma conexão proposta entre Kunza e a igualmente não classificada língua Kanoê (Kapixaná)]; no entanto, quando esse idioma foi descrito mais detalhadamente em 2004, acabou sendo tido mesmo comoisolado.

## Fonologia
O Kunza contém um inventário típico de 5 vogais: / a, e, i, o, u /. Todas as vogais têm contrapartes longas e o Kunza exibe um comprimento de vogal contrastante.
|             |               | Bilabial | Bilabial | Alveolar | Alveolar | Pós-alveolar | Pós-alveolar | Palatal | Velar | Velar | Uvular | Uvular | Glotal |
| planan      | Ejetiva plana | Ejetiva  | plana    | plana    | Ejetiva  | plana        | Ejetiva      | Palatal |       |       |        |        | Glotal |
| ----------- | ------------- | -------- | -------- | -------- | -------- | ------------ | ------------ | ------- | ----- | ----- | ------ | ------ | ------ |
| Oclusiva    | surda         | p        | pʼ       | t        | tʼ       |              |              |         | k     | kʼ    | q      | qʼ     | ʔ      |
| Oclusiva    | sonora        | b        |          |          |          |              |              |         |       |       |        |        |        |
| Africada    | Africada      |          |          | t͡s       |          | t͡ʃ           | t͡ʃʼ          |         |       |       |        |        |        |
| Fricativa   | surda         |          |          | s        |          |              |              |         | x     |       | χ      |        | h      |
| Fricativa   | sonora        |          |          |          |          |              |              |         | ɣ     |       |        |        |        |
| Nasal       | Nasal         | m        |          | n        |          |              |              |         |       |       |        |        |        |
| Aproximante | Aproximante   |          |          | l        |          |              |              | j       |       |       |        |        |        |
| Vibrante    | Vibrante      |          |          | ɾ        |          |              |              |         |       |       |        |        |        |